# 巴克斯岡縣 (內布拉斯加州)
巴克斯岡縣（英語：Box Butte County）是美國內布拉斯加州西部的一個縣。面積2,792平方公里。根据美國2000年人口普查，共有人口12,158人。縣治阿萊恩斯（Alliance）。
成立於1886年11月2日。縣名來自縣治以北6里的一座箱形孤丘。